# Grot van Pair-non-Pair
De Grot van Pair-non-Pair is een grot in de Franse gemeente Prignac-et-Marcamps met prehistorische muurtekeningen die waarschijnlijk stammen uit het Gravettien. De 15 meter diepe grot ligt op enkele kilometer van de samenvloeiing van de Garonne en de Dordogne. 

## Rotstekeningen
De rotstekeningen zijn in de wand van de grot gekerfd. Waarschijnlijk had de grot toen een andere constellatie en werden de meeste tekeningen bij daglicht gemaakt. Op basis van de hoogte van de tekeningen ten opzichte van de bewoningslagen en op basis van de stijlkenmerken worden de tekeningen tot het Gravettien gerekend. De bekendste tekening stelt een naar rechts gericht paard voor met een naar links gekeerd hoofd. Deze rotstekening is 55 cm lang en wordt Agnus dei (Lam Gods) genoemd. Het paard is gedeeltelijk over een eerdere inkerving van een dier aangebracht; hiervan ziet men nog de voorpoten. In totaal zijn er vijf afbeeldingen van paarden, tien van steenbokken, drie van runderen, drie van mammoeten, drie van herten en een van een reuzenhert.

## Archeologie
De grot werd ontdekt door François Daleau. Hij voerde een voor die tijd erg precies onderzoek uit en ontdekte verschillende bewoningslagen over vele duizenden jaren. Nadien werd de grot nog onderzocht door abbé Breuil en door Brigitte en Gilles Delluc.